# Las preocupaciones de un padre de familia
Las preocupaciones de un padre de familia es un cuento corto escrito por Franz Kafka.
El cuento trata acerca de una pequeña criatura denominada Odradek:

Su aspecto es el de un huso de hilo, plano y con forma de estrella, y la verdad es que parece hecho de hilo, pero de pedazos de hilos cortados, viejos, anudados y entreverados, de distinta clase y color. No sólo es un huso; del centro de la estrella sale un palito transversal, y en este palito se articula otro en ángulo recto.

El cuento fue escrito entre 1914 y 1917. En 1919 apareció publicada en Ein Landarzt. Kleine Erzählungen (Un médico rural), una recopilación de cuentos cortos de Kafka publicada por Kurt Wolff (Múnich y Leipzig)